# 福島県立喜多方東高等学校
福島県立喜多方東高等学校（ふくしまけんりつ きたかたひがしこうとうがっこう）は、福島県喜多方市にあった県立高等学校。2021年に福島県立喜多方高等学校に統合し閉校。

## 概要
かつては福島県立喜多方女子高等学校と称する女子校であったが、2000年（平成12年）度から共学化し現校名となった。
喜多方地区においては「東高」「東」という略称で呼ばれることも多い。
2007年2月に実施された漢字能力検定にて、2月10日だった指定日を1日繰り上げて実施し、受検した生徒69人が全員失格となった。

## 設置学科
- 全日制課程
  - 普通科

## 沿革
- 1928年 - 福島県立喜多方高等女学校設置[1]。
- 1947年8月18日 - 昭和天皇の行幸（昭和天皇の戦後巡幸）[2]。
- 1948年4月 - 学制改革により、福島県立喜多方女子高等学校となる[1]。普通科を設置。
- 2000年4月 - 福島県立喜多方女子高等学校より福島県立喜多方東高等学校に名称変更、男女共学高校となる[1]。
- 2008年 - 創立80周年。
- 2021年3月 - 福島県立喜多方高等学校との統合に伴い閉校[3]。

## 部活動
運動系
- ボート
- 陸上競技
- バドミントン
- バレーボール
- バスケットボール
- ソフトボール
- ソフトテニス
- 卓球
- サッカー

文化系
- 書道
- 華道
- 演劇
- 音楽

## 交通
- JR磐越西線喜多方駅下車